# Podenco Ibicenco
Podenco Ibicenco hay còn gọi là chó săn Ibizan là giống chó săn bắt nguồn từ quần đảo Balearic của Majorca, Ibiza, Minorca và Formentera, những nơi mà chúng được gọi bằng tên gốc là "Ca Eivissec". Chúng cũng được thấy nhiều ở Catalonia, Valencia, Roussillon và Provence, những nơi mà chúng được gọi bằng cái tên Mallorquí, Xarnelo, Mayorquais, Charnegue, Charnegui và Chó Balearic. Gốc Balearic Islands, một quần đảo phía tây Địa Trung Hải gồm Majorca, Minorca, Ibiza, Formentera, Cabrera và 11 hòn đảo nhỏ. Mặc dù được gọi theo tên đảo Ibiza, nhưng giống chó này trước đây một thời rất lâu đã sống trên đất liền Tây Ban Nha, nơi đây chúng từng được dùng làm chó chiến đấu và chó săn thỏ và cứu hộ.
Chúng hiền lành và hòa thuận với chủ, lắm lúc biểu lộ tình cảm trước người lạ. Tính cách giống đồng loại Pharaoh. Tuổi thọ chúng là 12 năm. Nặng từ 19-25 Kg. Cao 56–74 cm, thân hình thon, mỏng và sang trọng, người ta dùng Ibizan cho những lần đi săn thú rừng, đặc biệt là thỏ. Ibizan là loại chó nhanh nhẹn, trung thành, dũng cảm, sạch sẽ, luôn cảnh giác với người lạ và có đôi tai rất nhạy cảm. Sở thích của chúng là thích nhảy cao và tập thể dục thường xuyên. Khi nuôi giống chó này, nên làm hàng rào cao ít nhất 1,8 m để tránh việc chúng nhảy qua hàng rào đi mất.